# Cameron Crowe
 Cameron B. Crowe (Palm Springs, 13 de Julho de 1957) é um diretor de cinema e argumentista estadunidense. Antes de dar início à sua carreira na indústria cinematográfica, Crowe era editor contribuinte da revista Rolling Stone para a qual ainda escreve com frequência.
Crowe destacou-se com os seus filmes centrados nas personagens e baseados em experiências pessoais que são geralmente elogiados pela sua originalidade e falta de cinismo. Michael Walker do The New York Times disse que Crowe era "uma espécie de porta-voz cinematográfico da geração do pós baby-boom", devido aos seus primeiros filmes que se centravam nesse grupo específico, primeiro como alunos do liceu e, mais tarde, como jovens adultos que se integravam no mundo.
O primeiro guião de Crowe, Fast Times at Ridgemont High, saiu de um livro que ele escreveu quando fingiu ser um aluno do Clairemont High School em San Diego, Califórnia durante um ano. Aí conheceu Geraldine Edwards, que estudava lá quando ele foi visitar amigos comuns em 1975. Mais tarde foi nela que se inspirou para criar a personagem de Penny Lane em Quase Famosos depois de descobrir que ela ia aos bastidores dos concertos de Rock and Roll. Depois escreveu e realizou mais um filme sobre o liceu, Say Anything e depois Singles, uma histórias de habitantes de Seattle na casa dos vinte que se juntava a uma banda sonora centrada na cena grunge da cidade. Contudo Crowe conseguiu o seu maior sucesso com Jerry Maguire. Depois desse filme recebeu o apoio do estúdio para desenvolver o seu projecto de estimação: um guião autobiográfico  chamado Quase Famosos. Centrado num jornalista de música adolescente em digressão com uma banda em ascensão, era a representação da sua vida aos 15 anos quando escrevia para a Rolling Stone. Parte do diálogo foi inspirado em comentários feitos por Bebe Buell em certas entrevistas. Também em 1999, Crowe lançou o seu segundo livro, Conversations with Billy Wilder, uma entrevista com o realizador lendário.

## Primeiros anos
Crowe nasceu em Palm Springs, na Califórnia. O seu pai era dono de um serviço de telefones e imobiliária e a sua mãe, Alice Maria, "era professora, activista e um circuito eléctrico em todos os sentidos que fazia pequenos números pela casa e usava um fato de palhaço na escola em ocasiões especiais". Ela era professora de Psicologia e psicóloga familiar e participava frequentemente em manifestações pela paz e de causas relacionadas com os direitos dos agricultores. Crowe tinha duas irmãs mais velhas, mas uma morreu quando ele era novo. A família mudou-se muitas vezes, mas passou muito tempo em Indio. Crowe disse que Indio era um lugar onde "as pessoas tinham tartarugas em vez de cães". A sua família acabou por se mudar de forma permanente para San Diego.
Quando viu que o seu filho era dotado, a mãe de Crowe fez tudo para que ele fosse excelente em tudo. Ele não frequentou o jardim de infância e ultrapassou dois anos na escola primária e quando chegou ao liceu católico era mais novo do que os restantes estudantes. Para acrescentar ao seu sentimento de alienação, ele adoecia com frequência porque sofria de nefrite. Isto fez com que ele fosse excluído da cultura morena do Sul da Califórnia.
Para compensar a falta de contactos sociais, Crowe começou a escrever para o jornal da escola e aos 13 anos já contribuía com críticas de música para um jornal clandestino, o The San Diego Door. Depois entrou em contacto com Lester Bangs, que tinha deixado o Door para se tornar editor da revista de rock nacional Creem, e também começou a escrever artigos para a Creem. Crowe formou-se do University of San Diego High School em 1973 com 16 anos e depois entrou na Universidade de San Diego no curso de jornalismo para aperfeiçoar a sua arte. Durante uma viagem a Los Angeles, conheceu Ben Fong-Torres, o editor da Rolling Stone, que o contratou para escrever para a revista. Também se juntou à equipa da Rolling Stone como editor contribuinte e mais tarde editor adjunto. Nesta altura Crowe entrevistou Bob Dylan, David Bowie, Neil Young, Eric Clapton, Carlos Santana e os membros da banda Led Zeppelin. Crowe foi, e ainda é, o contribuidor mais novo de sempre da Rolling Stone.

## Carreira

### Rolling Stone
A primeira reportagem de Cameron Crowe a chegar à capa da Rolling Stone foi sobre os The Allman Brothers Band. Ele foi em digressão com eles durante três semanas aos 18 anos e escreveu, não só sobre a banda, mas também sobre a equipa que a seguia. Na sua última noite com o grupo, Gregg Allman pediu a Crowe que fosse com ele para o seu quarto e disse-lhe para levar um documento de identificação com ele para provar que não era um polícia. Apesar de Crowe lhe ter mostrado o bilhete de identidade, Allman confiscou-lhe todas as cassetes. Dois dias mais tarde o presidente da editora dos The Allman Brothers Band telefonou a Crowe para o informar que ia devolver todas as cassetes. Allman disse mais tarde que não se lembrava do incidente.
Por Crowe ser fã das bandas de hard rock dos anos 70, que não agradavam aos escritores mais velhos, ele conseguiu muitas das maiores entrevistas. Escreveu muito sobre os Yes e também sobre os Led Zeppelin, os Eagles, King Crimson, Linda Ronstadt, Rory Gallagher, Todd Rundgren, entre outros. "Ele encantava muitas pessoas", disse Fong-Torres a Rachel Abramowitz da revista Premiere. "Ele era o tipo dos de admiração". "Estou feliz por estar nos bastidores. Adoro esta banda." Numa entrevista com Joel Selvin para o San Francisco Chronicle, Fong-Torres comentou: "Ele era o tipo que enviávamos para tratar dos clientes difíceis. Fazia as reportagens das bandas que odiavam a Rolling Stone".

### Fast Times at Ridgemont High
Quando a Rolling Stone mudou os seus escritórios para Nova Iorque em 1977, Crowe decidiu não ir com eles. Também achava que o entusiasmo que sentia pelo seu trabalho estava a desaparecer. Crowe apareceu no filme de 1978 American Hot Wax, mas depois regressou à escrita. Apesar de ter continuado a contribuir para a Rolling Stone como freelancer de forma intermédia durante vários anos, ele centrou as suas atenções num livro.
Aos 22 anos e com um aspecto ainda bastante jovem, Crowe teve a ideia de fingir que era estudante num liceu e escrever sobre as suas experiências. A Simon & Schuster ofereceu-lhe um contrato e ele mudou-se com os seus pais para San Diego e inscreveu-se no Clairmont High School. Revivendo o ano de finalista que nunca tinha tido, ele criou amizades e começou a integrar-se. Apesar de inicialmente ter planeado incluir-se a si próprio no livro, ele apercebeu-se de que não iria conseguir retratar de forma fiel a essência da sua experiência de liceu.
O seu livro, Fast Times at Ridgemont High: A True Story foi lançado em 1981. Crowe focou-se em seis personagens principais: um tipo duro, um tótó, um surfista, um sofisticado sexual e dois irmãos de classe média. Ele fez crónicas das suas actividades em ambientes adolescentes típicos: na escola, na praia e no centro comercial, onde muitos tinham empregos depois da escola e focou-se nos detalhes das suas vidas que se relacionavam com a alma da adolescência. Isto incluía cenas sobre o baile e a cerimónia de formação assim como grupos sociais e encontros sexuais.
Ainda antes de ser lançado, os direitos de Fast Times at Ridgemont High foram adquiridos para um filme. A versão cinematográfica, lançada em 1982, não seguia uma linha de narração específica e não tinha nenhuma estrela no elenco, além disso o estúdio não se esforçou para que fosse publicitado. Ainda assim, o filme tornou-se um sucesso de culto por recomendações de amigos.
As críticas de Fast Times at Ridgemont High foram positivas e o filme acabou por lançar as carreiras de alguns actores desconhecidos na altura como Jennifer Jason Leigh, Eric Stoltz, Judge Reinhold, Phoebe Cates, Anthony Edwards e os futuros vencedores de óscares, Nicolas Cage, Forest Whitaker e Sean Penn.

### Primeiros trabalhos como realizador
Depois deste sucesso, Crowe escreveu o guião de The Wild Life de 1984, a pseudo-sequela de Fast Times at Ridgemont High. Enquanto o seu antecessor seguia as vidas no liceu, The Wild Life retratava a vida de vários adolescentes que viviam num complexo de apartamentos depois do liceu. O realizador James L. Brooks reparou na originalidade Crowe e quis trabalhar com ele. Brooks foi o produtor executivo do primeiro filme realizado por Crowe, Say Anything... de 1989 sobre um homem que se consome para conquistar uma mulher bonita. Apesar de poder acabar como uma história de amor adolescente formulática, Say Anything... recebeu críticas bastante positivas. Estes aplaudiram a forma como Crowe conseguiu criar uma história intrigante e inteligente que também incluía a história da relação da jovem com o seu pai e como esta é ameaçada que ele está envolvida em negócios obscuros.
Nesta altura Crowe estava pronto para abandonar a angústia adolescente focar-se nas pessoas da sua idade. O seu próximo projecto, Singles, centrou-se nos envolvimentos românticos de um grupo de seis amigos na casa dos vinte em Seattle. O elenco do filme incluía Bridget Fonda que fazia de uma empregada de um café-bar que adorava um aspirante a músico (Matt Dilon) e Kyra Sedgwick e Campbell Scott como um casal com dúvidas sobre se se devem comprometer um com o outro. A música constitui uma parte integrante do guião e a banda sonora tornou-se um êxito três meses depois do lançamento do filme. Isto deveu-se a atrasos contínuos enquanto os executivos debatiam a melhor forma de a publicitar.
Singles seguiu com sucesso a popularidade das bandas de grunge de Seattle da altura. Durante a produção, bandas como os Nirvana ainda não eram estrelas, mas na altura em que a banda sonora foi lançada, a música "Smells Like Teen Spirit" teve de ser excluída porque os direitos eram muito caros. Para além disso, antes de se tornarem famosos, Crowe contratou os membros dos Pearl Jam para fazerem o papel da banda fictícia de Matt Dillon, os Citizen Dick. Crowe também apareceu neste projecto a fazer de jornalista de rock num clube. Tim Appelo escreveu na Entertainment Weekly, "Com...um estilo tranquilo e naturalista, Crowe capta o apelo excêntrico de uma cidade onde surgem carrinhos de espessos em cada esquina e onde os miúdos envergando camisas de flanela impertinentes podem gravar álbuns que os fazem milionários".

### Jerry Maguire
Crowe experimentou algo novo quando escreveu e realizou Jerry Maguire. O filme é sobre um agente de desporto poderoso que é despedido depois de ter um momento de claridade que o leva a escrever e distribuir uma declaração de missão onde defende um melhor serviço para os atletas e menos dinheiro para os agentes e tenta formar a sua própria agência. Tom Cruise fez o papel de Jerry e Cuba Gooding Jr. de Rod Tidwell, um jogador de futebol americano em ascensão. Renée Zellweger também aparece no filme no papel de uma escrituraria que deixa o seu emprego para seguir Maguire por novos caminhos, tanto no trabalho como no amor. Os primeiros trabalhos de Crowe foram reconhecidos, mas Jerry Maguire levou-o ao topo de Hollywood. Cuba Gooding Jr. venceu o Óscar de Melhor Actor Secundário pelo seu papel e o filme foi nomeado para Melhor Filme, Melhor Argumento Original, Melhor Edição e Melhor Actor Principal (Tom Cruise). Cruise conquistou o seu segundo Globo de Ouro pelo seu papel.

### Quase Famosos
Em 2000, Crowe inspirou-se no seu trabalho como jornalista de rock para escrever e realizar Quase Famosos, sobre as experiências de um jornalista de música adolescente que vai em digressão com uma banda emergente no início dos anos 70. O desconhecido Patrick Fugit protagonizou o filme no papel de William Miller, o jornalista com cara de bebé que dá por si envolto no mundo do sexo, drogas e rock and roll. Kate Hudson fez o papel de Penny Lane, uma groupie conhecida ou, tal como é referida no filme, "ajudante de banda". A personagem baseia-se em duas mulheres que Cameron Crowe conheceu nos anos 70: a playmate Bebe Buell e Geraldine Edwards. Buell era namorada de Todd Rundgren e uma groupie conhecida. Crowe usou as suas memórias mais pessoais e usou uma mistura das bandas que conheceu para criar os Stillwater, as banda em ascensão que acolhe o jovem jornalista no seu mundo e depois desconfia das suas intenções. O músico de rock dos anos 70 Peter Frampton foi o consultor do filme.
A mãe de William Miller aparece bastante durante o filme. A personagem é baseada na mãe de Cameron Crowe, que até apareceu durante as filmagens para o vigiar enquanto ele trabalhava. Apesar de Crowe lhe ter pedido para não incomodar Frances McDormand, que representava a sua personagem, as duas acabaram por se entender bem. No filme Crowe também expõe a sua irmã (representada por Zooey Deschanel) que num acto de rebeldia sai de casa. Na vida real, a mãe e a irmã de Crowe, Cindy, não falavam há dez anos e ainda não se viam muito quando ele terminou o filme. A família reuniu-se quando o projecto ficou pronto.
Crowe ainda levou uma cópia do filme para Londres para uma sessão especial com os membros dos Led Zeppelin, Jimmy Page e Robert Plant, que tinham inspirado algumas das discussões entre os membros da banda fictícia. Gregg Allman e Dickey Betts também inspiraram alguma da desordem dentro da banda. Depois da sessão, os Led Zeppelin cederam os direitos de uma das suas músicas para a banda sonora, a primeira vez que o fizeram desde que a música "Kashmir" apareceu em Fast Times at Ridgemont High. A banda ainda permitiu o uso de quatro das suas músicas no filme, mas não lhe deram permissão para usar "Stairway to Heaven" que o realizador pretendia usar numa cena específica. Esta cena não aparece no filme, mas é um extra numa das edições em DVD e, embora a música não seja usada, o espectador é encorajado a ouvir a música enquanto visualiza a cena. Crowe e a sua mulher na altura, Nancy Wilson da banda Heart, escreveram três das cinco músicas dos Stillwater em conjunto e Peter Frampton escreveu as restantes. As críticas foram quase todas positivas e o filme foi nomeado e venceu vários prémios da indústria cinematográfica, incluindo um Óscar para Melhor Argumento Original. Crowe e o co-produtor Danny Bramson ainda venceram na categoria de Best Compilation Soundtrack Album for a Motion Picture, Television or Other Visual Media nos Grammy pela banda sonora do filme. Apesar do reconhecimento, o filme teve resultados desapontantes nas bilheteiras.

### Vanilla Sky
Vanilla Sky, um thriller psicológico, foi o projecto que se seguiu a Quase Famosos em 2001. Protagonizado por Tom Cruise e Penélope Cruz, o filme teve críticas mistas, mas rendeu 100.6 milhões de dólares nas bilheteiras dos Estados Unidos, o filme de Crowe que mais rendeu depois de Jerry Maguire. Vanilla Sky é um remake do filme espanhol de 1997 Abre los ojos de Alejandro Amenabar. O papel da protagonista feminina, Sofia, foi representado por Penélope Cruz em ambas as versões.

### Elizabethtown
Crowe regressou em 2005 com Elizabethtown, que também teve críticas mistas e tem a mesma nota (45) do seu antecessor, Vanilla Sky, no site Metacritic.

### The Union
Em Novembro de 2009, Crowe começou a rodar um documentário que mostra os bastidores da gravação do álbum The Union, uma colaboração entre Elton John e Leon Russel, produzido por T-Bone Burnett. No documentário surgem músicos como Neil Young, Brian Wilson, Booker T. Jones, o guitarrista Robert Randolph, Don Was e um coro de Gospel composto por dez pessoas que aparecem no álbum com Elton John e Leon Russel. Stevie Nicks e o compositor de longa data de Elton John, Bernie Taupin também surgem no documentário. Foi anúnciado a 2 de Março de 2011 que o documentário iria estrear no Tribeca Film Festival.

### Pearl Jam Twenty
Pearl Jam Twenty é um documentário de 2011 sobre a banda Pearl Jam. As filmagens começaram em Junho de 2010 e terminaram em Abril de 2011 e deram origem a 12 000 horas de imagens da banda. O filme estreou no Festival de Cinema de Toronto e foi lançado com um livro e uma banda sonora.
O documentário apresenta uma história obliqua da banda, a morte de Mother Love Bone, a sua batalha contra a Ticketmaster e a tragédia do Roskilde Festival de 2000.
O filme foi exibido apenas em alguns cinemas durante o mês de Setembro de 2011 e estreou em televisão a 21 de Outubro de 2011 no programa American Masters da PBS.
Foi lançado em DVD e Blu-Ray no dia 24 de Outubro de 2011 e uma versão com três discos esteve disponível no site oficial da banda.

### We Bought a Zoo
A produção de Deep Tiki, um filme que Crowe estava a desenvolver, fez com que ele se concentrasse na adaptação do livro We Bought a Zoo de Benjamin Mee. Já existia um guião da argumentista de The Devil Wears Prada, Aline Brosh McKenna, mas Cameron Crowe parece te-lo revisto e acrescentado o seu toque. O filme conta a história de Mee que compra e se muda para um jardim zoológico danificado numa zona rural inglesa. À procura de um novo começo com os seus filhos, ele espera reconstruir o zoo e geri-lo com a família. O filme estreia no dia 23 de Dezembro de 2011 e conta com Matt Damon e Scarlett Johanson nos papéis principais.

## Vida pessoal
Crowe casou-se com Nancy Wilson da banda de rock Heart em Julho de 1986. Os seus filhos gémeos, William James Crowe e Curtis Wilson Crowe, nasceram em Janeiro de 2000. Crowe e Wilson separaram-se em Junho de 2008 e o divórcio foi finalizado no dia 8 de Dezembro de 2010.

## Filmografia
- 2015 - "Sob o mesmo céu" ("Aloha")
- 2011 - Compramos um Zoológico (We Bought a Zoo)
- 2011 - Pearl Jam 20 Twenty (Pearl Jam 20)
- 2005 - Tudo acontece em Elizabethtown (Elizabethtown)
- 2001 - Vanilla Sky (Vanilla Sky)
- 2000 - Quase Famosos (Almost Famous)
- 1996 - Jerry Maguire - A grande virada (Jerry Maguire)
- 1992 - Vida de Solteiro (Singles)
- 1989 - Digam o que quiserem (Say Anything…)
- 1982 - Picardias Estudantis (Fast Times at Ridgemont High)

## Prémios e nomeações
- Recebeu duas nomeações ao Oscar na categoria de melhor roteiro original por Jerry Maguire (1996) e por Almost Famous (2000); venceu em 2000.
- Recebeu uma nomeação ao Globo de Ouro, na categoria de melhor roteiro, por Almost Famous (2000).
- Ganhou o BAFTA de melhor roteiro original, por Almost Famous (2000).